# علیرضا پهلوی (دوم)
علیرضا پهلوی (زاده ۸ اردیبهشت ۱۳۴۵ – ۱۴ دی ۱۳۸۹) که تا پیش از انقلاب ۱۳۵۷ با عنوان سلطنتی «والاحضرت شاهپور علیرضا پهلوی» از او نام برده می‌شد فرزند سوم محمدرضا پهلوی و فرح دیبا بود. پدر و مادرش نامش را به یاد عموی درگذشته‌اش علیرضا گذاشتند. بنا بر قانون اساسی مشروطه علیرضا پهلوی نفر دوم در خط جانشینی سلطنت دودمان پهلوی پس از برادر بزرگترش رضا پهلوی بود اما وی فعالیت سیاسی نداشت.
علیرضا پهلوی در دی ۱۳۵۷ به همراه خانواده‌اش ایران را ترک کرد و در ایالات متحده آمریکا به تحصیل و زندگی پرداخت. او در ۱۴ دی ۱۳۸۹ در منزل شخصیش به «شماره ۱۰۰ خیابان نیوتون غربی در محلهٔ ساوت اِند» در شهر بوستون ایالات متحده آمریکا با شلیک گلوله به زندگی خود پایان داد.

## تحصیلات

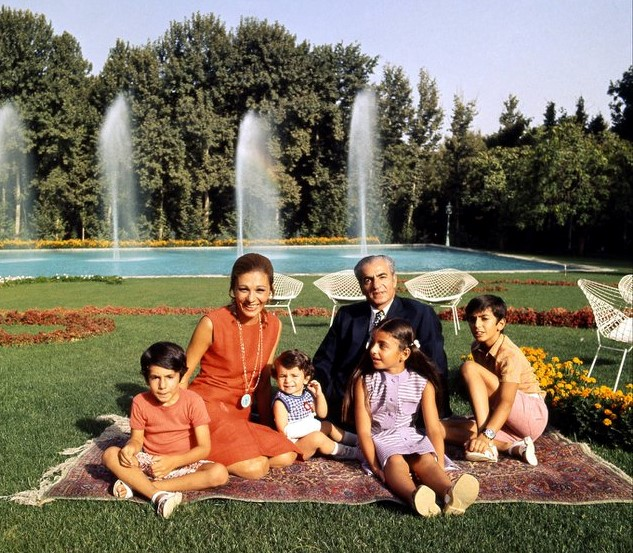
نگاره‌ای از خانواده پهلوی در سال ۱۳۵۲، شاهزاده علیرضا در کنار فرح پهلوی.

علیرضا پهلوی که تا پیش از انقلاب ایران به دبستان رازی تهران و مدرسه دربار رفته بود پس از انقلاب ۱۳۵۷ به دبیرستان سنت دیوید در شهر نیویورک و سپس به دبیرستان گری لاک ریجینال در شهر ویلیامز تاوون در ایالت ماساچوست رفت.
علیرضا پهلوی در سال ۱۳۶۷ از دانشگاه پرینستون در رشته موسیقی مدرک کارشناسی گرفت و سپس موفق به دریافت مدرک کارشناسی ارشد در رشته «ایران‌شناسی پیش از اسلام» از دانشگاه کلمبیا شد. وی سپس در رشته زبان‌های باستانی ایران و فلسفه در دانشگاه هاروارد برای کسب مدرک دکترا به مطالعه پرداخت.
احسان یارشاطر، جیمز راسل، حمید دباشی و اکتور شروو از جمله استادان ایران‌شناس علیرضا پهلوی در دانشگاه‌های کلمبیا و هاروارد بودند. تز دکترای علیرضا پهلوی متنی به زبان پهلوی به نام «مینوی خرد» نام داشت که هرگز به پایان نرسید.

## علایق
علیرضا پهلوی به پژوهش در رشتهٔ تاریخ باستانی ایران علاقه داشت. او همچنین به شعر کهن فارسی و ادبیات معاصر ایران علاقه‌مند بود. از دیگر علایق علیرضا پهلوی چتربازی، پرواز و غواصی گفته شده‌است.
به گفته فرهنگ مهر رئیس دانشگاه پهلوی و از نزدیکان علیرضا پهلوی، وی ردیف‌های موسیقی ایرانی را خوب می‌دانست و در تنهائی فلوت می‌نواخت

## مرگ
زمانی که انقلاب ۱۳۵۷ ایران روی داد علیرضا دوازده سال داشت. عدم امکان بازگشتش به کشور، آوارگی خانواده و بیماری و مرگ پدرش که به او وابستگی عاطفی عمیقی داشت، توهین‌ها و ناسزاها به خانواده‌اش و مرگ خواهرش لیلا او را دچار افسردگی شدیدی کرد و هرگز نتوانست از آن رهائی یابد.
در ۱۴ دی ۱۳۸۹ خورشیدی علیرضا پهلوی در منزل شخصیش در خیابان نیوتون غربی در محله ساوت اِند بوستون به ضرب گلوله به زندگی خود پایان داد. وی در هنگام مرگ چهل و چهار سال داشت. در بیانیه‌ای که از سوی خانواده پهلوی منتشر شد آمده‌است: «علیرضا پهلوی همچون میلیون‌ها جوان ایرانی از آنچه که به ناروا بر میهن عزیزش می‌گذشت سخت آزرده و غمگین بود. او در منزل مسکونی خود در شهر بوستون آمریکا به زندگی خود خاتمه داد و همهٔ خانواده و دوستدارانش را در غمی عمیق فرو برد.» علیرضا پهلوی وصیت کرده بود جسدش سوزانده شود و خاکسترش به یاد ایام خوش دوران کودکی در شمال به دریای خزر ریخته شود.

### واکنش‌ها
رضا پهلوی برادر ارشد علیرضا خودکشی او را نتیجه فاجعه‌بار ابتلا به بیماری افسردگی توصیف کرد. وی گفت که علیرضا سال‌ها با بیماری افسردگی دست به گریبان بوده در حالی که همزمان به تحصیل و تحقیق در زمینه زبان‌شناسی و تمدن و فرهنگ باستانی ایران ادامه می‌داده‌است.
خبر خودکشی علیرضا پهلوی احساسات وسیعی را در بین ایرانیان دامن زد. به گونه‌ای که خبر درگذشت او نخستین خبر بیشتر رسانه‌های فارسی‌زبان شد.
محسن مخملباف در نامه تسلیتی خطاب به فرح پهلوی نوشته بود: «دختری که در روز عروسیش پرندگان را از قفس آزاد کرد امروز پرندهٔ دیگرش از قفس آزاد شد».

### مراسم یادبود
مراسم یادبودی در ایالات متحده در ۲۳ ژانویه ۲۰۱۱ در «استرث‌مور موزیکال سنتر» در بتزدا، ایالت مریلند برگزار شد. در این مراسم اعضای خانواده پهلوی از جمله فرح پهلوی، رضا پهلوی، فرحناز پهلوی و یاسمین اعتماد امینی و عده‌ای از شخصیت‌های سیاسی، فرهنگی، هنری و صدها تن از ایرانیان شرکت داشتند.

## خانواده
شش ماه پس از درگذشت علیرضا، خانواده پهلوی اعلام کردند که فرزند دختری از او به جا مانده که پس از درگذشت علیرضا متولد شده‌است. نام شریک زندگی و مادر فرزند شاپور علیرضا «رها دیده‌ور» و نام دخترش «ایریانا لیلا پهلوی» اعلام شد. در ۵ اوت ۲۰۱۱، دفتر رضا پهلوی این موضوع را در بیانیه‌ای تأیید کرد.

## بنیاد
بنیاد شاهپور علیرضا در زمینهٔ «مطالعات ایران باستان» در دانشگاه هاروارد برای کمک به هزینه تحصیلی سالانه برای دانشجویان ایرانی یا ایرانی‌تبار به یاد علیرضا پهلوی که خود از دانش‌آموختگان رشته ایران‌شناسی دانشگاه هاروارد بود از سوی فرح پهلوی تأسیس شد.

## نگارخانه

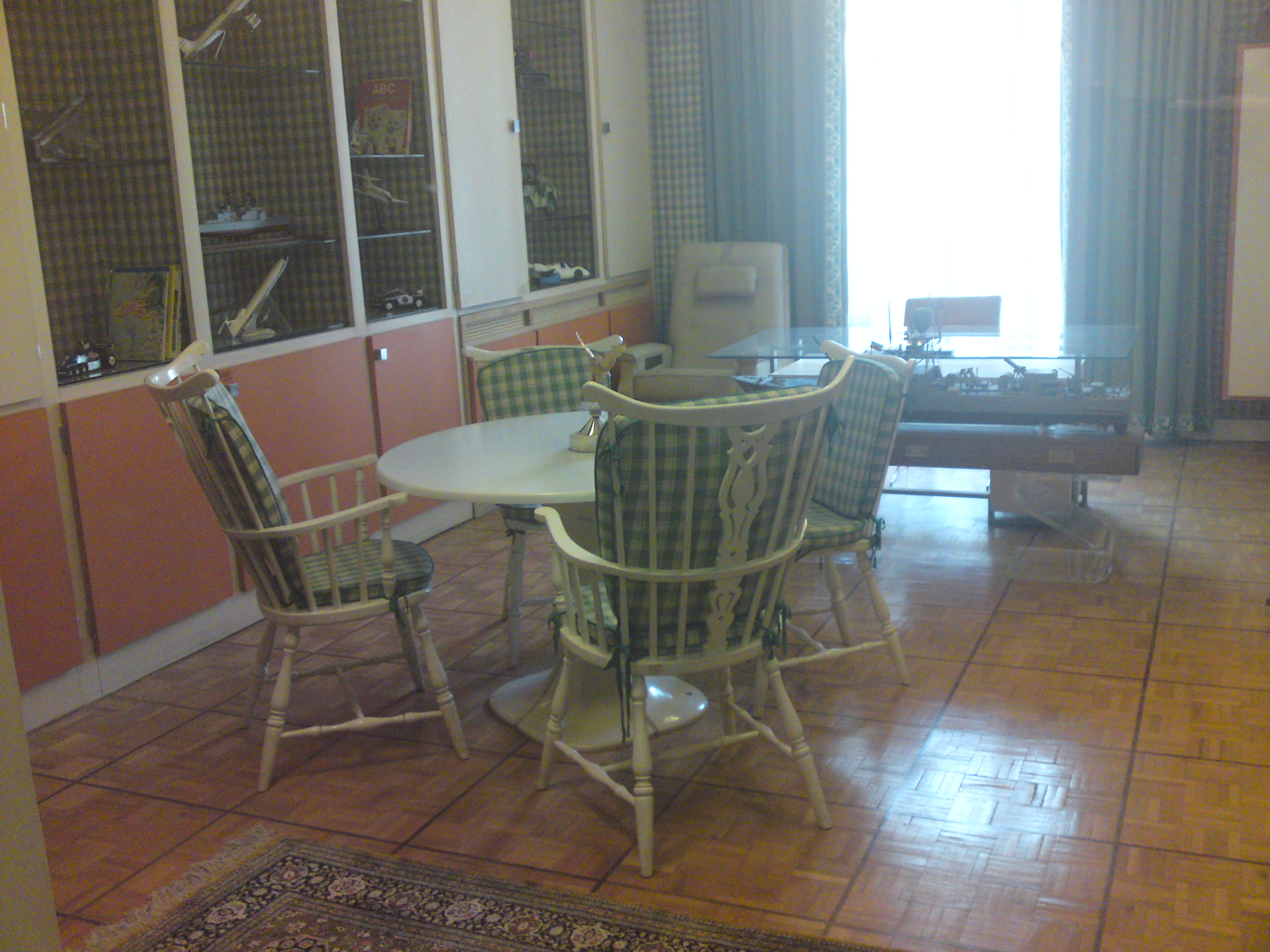
اتاق علیرضا پهلوی در کاخ نیاوران.
نام‌نویسی علیرضا پهلوی در دبستان رازی تهران.